# Walck (Adelsgeschlecht)

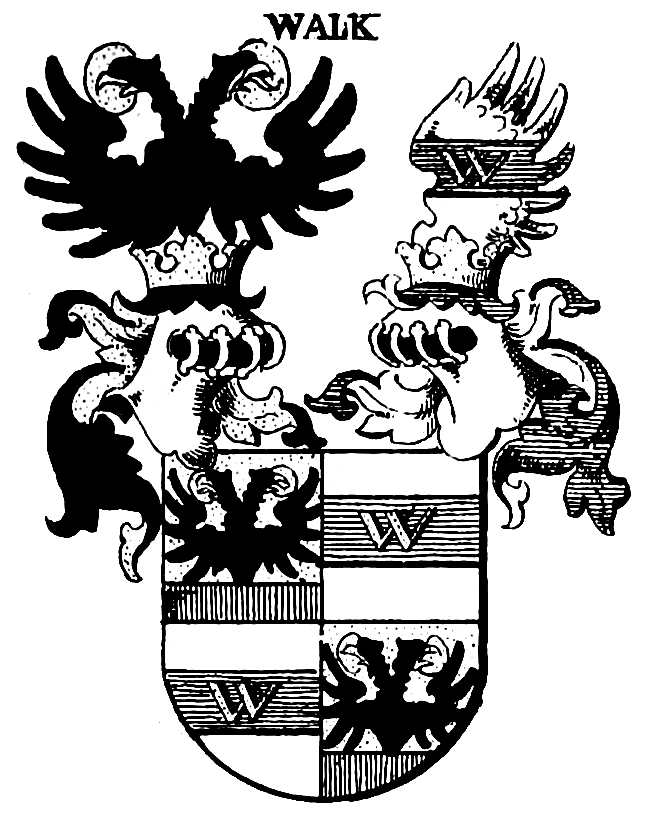
Wappen derer von Walck

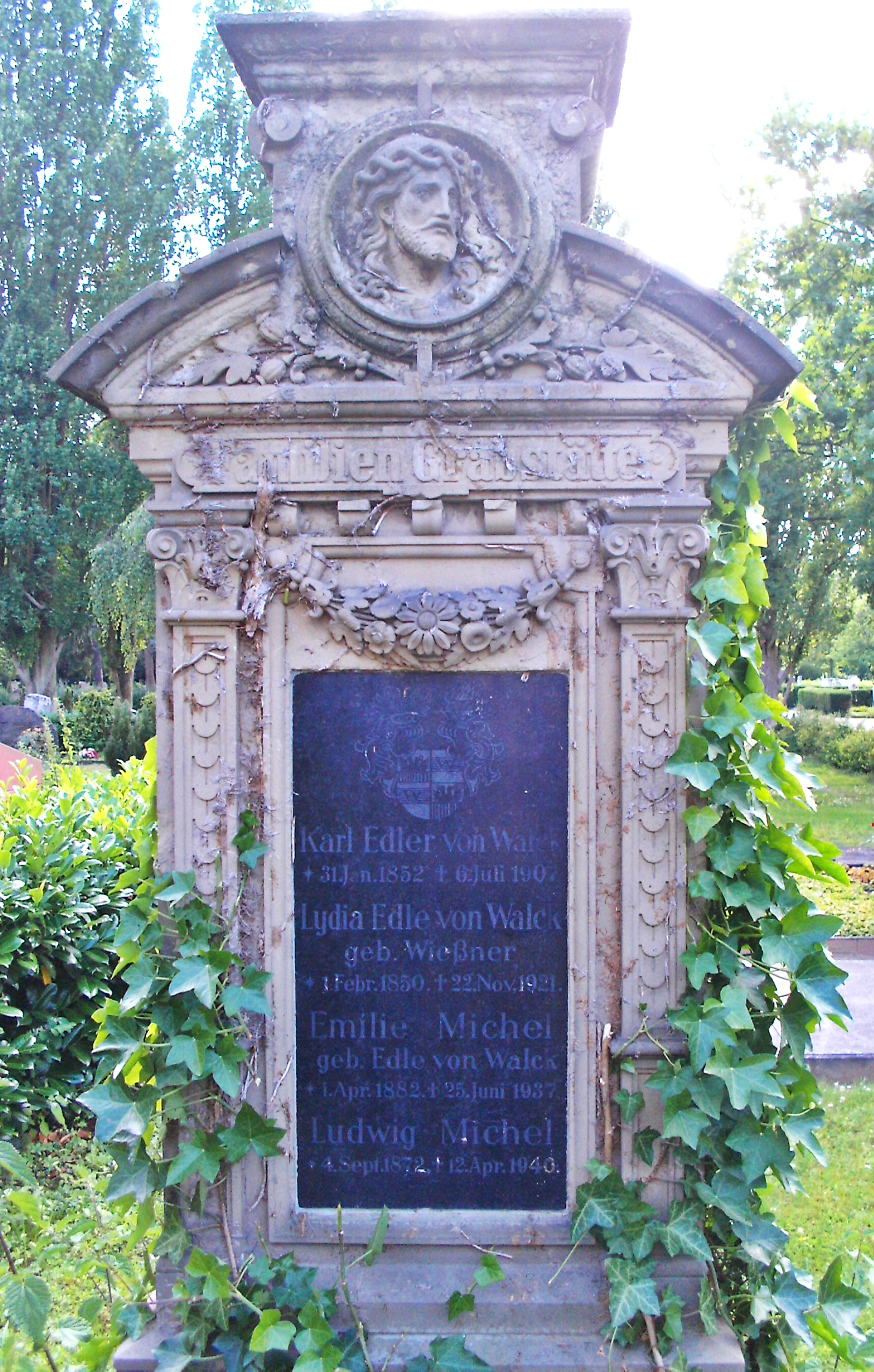
Familiengrabstein in Speyer, 1907

Die Edlen von Walck, waren ein pfälzisches bzw. bayerisches Briefadelsgeschlecht.

## Familiengeschichte
Mit Diplom vom 7. Juli 1792 erhob Kurfürst Karl Theodor von Bayern in seiner Eigenschaft als Reichsvikar den pfalz-neuburgischen Regierungsrat und Reichsvikariats-Hofgerichtsrat Johann Simon Walck (* 4. März 1748) in den erblichen Adelsstand, mit dem Prädikat  „Edler von“. Er war der Stammherr des pfalz-bayerischen Adelsgeschlechtes der Edlen von Walck. Simon von Walck bekleidete später das Amt eines Wirklichen Geheimen Rates und 1. Regierungssekretärs des Altmühlkreises in Eichstätt. Dies entspricht dem heutigen Amt eines Landrates.
Ein Zweig des Geschlechtes lebte im 19. und 20. Jahrhundert in Speyer, wo sich auf dem Hauptfriedhof ein Grabstein mit dem Familienwappen erhalten hat. Aus dieser Linie hatte Elisabeth Josefine von Walck (1888–1969) den Bruder des Künstlers Hans Purrmann geheiratet und führte viele Jahre mit ihrem Gatten Heinrich Christian das elterliche Malergeschäft der Familie Purrmann in Speyer.

## Wappen
Das gevierte Wappen zeigt in den Feldern 1 und 4 in Gold aus rotem Schildfuß hervorwachsend den deutschen Reichsadler, 2 und 3 in Silber einen blauen Balken mit einem goldenen Buchstaben „W“ belegt (hier: Walk geschrieben). Zwei Helme, auf dem rechten mit schwarz-goldenen Decken der Reichsadler, links mit blau-silbernen Decken ein wie die Felder 2 und 3 bezeichneter Flug.